# Philippe de Culant
 (octobre 2008).
Si vous disposez d'ouvrages ou d'articles de référence ou si vous connaissez des sites web de qualité traitant du thème abordé ici, merci de compléter l'article en donnant les références utiles à sa vérifiabilité et en les liant à la section « Notes et références ».
Philippe de Culant, seigneur de Culan, Jalognes, de La Croisette, de Saint-Amant-le-Châtel (actuel quartier de Saint-Amand-Montrond), sénéchal du Limousin (1413 - † 1454), fut maréchal de France. Second fils de Jean de Culant, seigneur de la Crête, et de Marguerite de Sully, il est le frère du Grand-maître Charles de Culant et le neveu de l'amiral Louis de Culant (1360-1444).

## Biographie
Capitaine de la grosse tour de Bourges, Philippe de Culant sert en Normandie au mois de mars 1436, ayant le commandement de vingt-cinq hommes d'armes. Sénéchal du Limousin en 1439, il se distingue sous le roi Charles VII dans les guerres contre les Anglais. Il contribue à la prise de Meaux en 1439 et à celle de Pontoise en 1441. Il reçoit de Charles VII le bâton de maréchal le 1er mars 1441. Il épouse, en 1441, Anne/Jeanne, une fille d'Edouard de Beaujeu, seigneur d'Amplepuis, et de Jacqueline, dame héritière de Linières, de qui il aura une fille, Anne de Culan, femme en 1459 de Jean II de Castelnau-Bretenoux-Caylus.
Il accompagne le Dauphin dans la guerre d’Allemagne en 1444 et devient conseiller et chambellan du roi en 1445. Il se signale aux prises de Taillebourg[Lequel ?], de Tartas, du Mans en 1447, puis à la prise de Pont-Audemer, de Château-Gaillard, de Rouen, de Bayeux, de Saint-Sauveur-le-Vicomte en 1449, de Caen et de Cherbourg en 1450. Il prend part à toutes les opérations de la grande campagne qui, en 1450, fait rentrer la Normandie sous l'obéissance royale.
Gouverneur de Bergerac en cette même année, il contribue à la conquête de la Guyenne lors des campagnes de 1451 à 1453. Il s'illustre particulièrement au siège de Bergerac en 1451.
Il est aux côtés du comte de Dunois lors de son entrée triomphale dans la ville de Bordeaux. Il se trouve encore à la reprise de Castillon en 1453 et au siège de Cadillac. Enfin, il meurt en décembre 1454.
Sa veuve se remarie au baron Louis de Beauvau, puis à Jean de Baudricourt qui fut également maréchal de France.

## Armoiries
| Figure | Blasonnement |
|        | D'azur semé d'étoiles d'or au lion du même brochant. – Le père Anselme (T. VII p. 77) ajoute un lambel de gueules, ce qui est logique car il appartient à la branche cadette des seigneurs de Saint-Amand. |